# Oka
|  | Aquest article tracta sobre el riu del País Basc. Si cerqueu el riu rus, vegeu «Okà». |

L'Oka (nom basc), que també sol aparèixer escrit Oca en castellà, és un riu del vessant cantàbric de la península Ibèrica que discorre per terres de Biscaia, al País Basc. S'origina amb la confluència, a Zugastieta, de diversos rierols que provenen de les muntanyes Goroño, de 601 m d'altitud; Oiz, de 1.035 m; Bizkargi, de 563 m, i Arburu, de 552 m. Corre en direcció sud/nord fins que finalment desemboca a l'estuari de l'Urdaibai. Té una longitud de 17 km.
Cal no confondre'l amb el riu Oca, que recorre la província de Burgos i és afluent de l'Ebre, i amb l'Okà, un riu rus afluent del Volga.
La conca del riu Oka és part principal de la Reserva de la Biosfera d'Urdaibai, espai protegit qualificat per la UNESCO el 1984. La seva riquesa naturalista, i en especial ornitològica, va ser el fonament principal per obtenir aquesta qualificació i per a la declaració com a Zona d'Especial Protecció per a les Aus (ZEPA) el 1994 i la seva incorporació a la Red Natura 2000. El 1992 es va incloure en la relació de Humedales d'importància internacional del Convenio RAMSAR per decisió del Consell de Ministres.
L'Oka travessa terrenys dels municipis de Mundaca, Pedernales, Busturia, Murueta, Fórua, Guernica i Luno, Ajangiz, Mendata, Arrazua, Cortézubi, Gautegiz Arteaga, Muxika i Ibarrangelu.

## La conca
La conca del riu Oka té una superfície de 132 km² i una longitud de 17 km. La part superior de la conca està formada per multitud de rierols que baixen de les muntanyes que l'envolten per la seva part sud. És a l'altura de Zugastieta-Oka on el riu pren entitat. Els rierols corren encaixonats entre valls estretes i pendents molt abruptes cobertes de bosc de ribera i envoltades de plantacions forestals de pi de Monterrey (Pinus insignis). Els desnivells dels vessants del costat oriental arriben fins a 250 metres.
 Des de Zugastieta, l'Oka corre per una llera pedregosa i forma ràpids i cascades.
Pocs quilòmetres abans de Guernica el terreny es torna pla i la llera sinuosa, a partir de la Villa Foral es converteix en una ria, ja que la influència de la marea arriba fins aquest punt. Guernica va tenir port fluvial, on arribaven les embarcacions procedents del port de Mundaka, situat a la boca de la ria. Aquestes embarcacions s'anomenaven "nadichuelos mercantiles". L'existència del port a l'Oka a l'altura on hi ha Guernica va ser la causa principal de la seva fundació, tal com s'assenyala a la seva Carta Puebla:
| « | Sepan cuantos esta carta proivilegio vieren. como yo, Don Tello, con placer de todos los vizcainos, fago en Guernica población e villa que se dice Puerto de Guernica.../... otrosi mando que non debes portazgo ni treintazgo ni preciode nave nin Bagel, nin de otra mercancia, que venga e vaia de este lugar de Guernica. | » |

Abans d'arribar a Guernica, l'Oka rep per la seva riba esquerra el rierol Ugarte, també anomenat Múxicas, que prové dels vessants del Bizkargi, i passada la Villa Foral, per la dreta, el seu principal afluent, el Berrekondo, que arriba de les faldes de l'Oiz, d'on també prové el Golako després de recórrer 15 km. A prop de l'illa de San Cristóbal s'incorpora per l'esquerra el Mape, que prové de la muntanya Sollube.
Bona part del territori que pertany a la part dreta de la conca discorre sobre terreny calcari i forma un sistema càrstic, la qual cosa provoca que les aigües superficials siguin escasses i que els rius que vessen a l'Oka tinguin trams subterranis, com el riu Oma.
A partir del moment en què es forma la ria, el terreny va canviant segons s'acosta al mar. El riu va dipositant els sediments a mesura que s'acosta al mar. A l'estuari el volum de marea és molt superior al volum fluvial. Les aigües es barregen atenent al model d'estuari de mescla total, o verticalment homogeni encara que en algunes ocasions es pugui donar una lleu estratificació.
Els sediments que aporta el riu són arrossegats per les marees corrent amunt i formen una plana estuària d'escassa pendent (0,2 m / km des Guernica fins Murueta). Les roques  calcàries del Cretaci i les ofites triàsiques emergeixen entre els sediments sorrencs per tot l'estuari, arribant a estrènyer la vall en alguns trams com el d'Illa Bekoa.
Des Guernica fins Murueta es va construir a principis del segle xx un canal rectilini que va tallar l'antiga llera del riu, que era sinuosa. Aquest canal té 5 km de longitud i es coneix amb el nom de Corte de la Ría. Els meandres van quedar inservibles i s'han anat omplint de sediments. Part de les maresmes formades a banda i banda de la llera s'han dessecat mitjançant estructures anomenades munaso pòlders per destinar les terres guanyades a l'aigua a feines agrícoles o prats de pastura per al bestiar. Aquests prats i pastures de les "munas" solen ser lloc d'acollida d'aus durant l'hivern.
Els sediments de la plana fluvial donen pas als fangs, i els fangs en un procés de barreja progressiva, a les sorres que ocupen la boca de la ria. A la riba dreta hi ha el gran arenal de Laida, mentre que a l'esquerra hi ha situada la població marinera de Mundaka.
Tancant la boca de la ria hi trobem la Isla de Ízaro que forma un petit arxipèlag amb els illots Hotzarri i Potorro-harri entre d'altres. Ízaro estava unida a la terra ferma pel cap d'Antzora; actualment n'està separat per un canal sorrenc.

### Utilització del sòl
Les terres de la conca tenen un ús principalment agropecuari i forestal. A la part alta de la conca l'ús és majoritàriament forestal, amb plantacions de pins i eucaliptus destinats a l'explotació forestal. A les parts inferiors l'ús és agropecuari. Les zones que envolten les poblacions es dediquen a la indústria metal·lúrgica, naval, química i conservera.
Com que la conca està protegida com Reserva de la Biosfera d'Urdaibai, tota la conca de l'Oka està regulada pel Plan rector de uso i gestió, un dels instruments que desenvolupa la Ley de protección y ordenación de la Reserva de la Biosfera de Uradibai. El primer pla rector es va posar en vigor el desembre de 1993 i va ser modificat l'any 2003. El pla rector intenta consensuar tots els afectats en la protecció de la Reserva de la Biosfera, conservant el patrimoni natural i cultural de l'àrea protegida i permetent un desenvolupament sostenible dels seus habitants. El pla rector és una eina de gestió i planificació territorial que permet conèixer objectius, instruments, zonificació i regulació de l'ús del sòl rústic protegit. L'objecte del pla rector és protegir i recuperar el conjunt d'ecosistemes que hi ha a l'àrea protegida de la Reserva de la Biosfera d'Urdaibai, posant un èmfasi especial en les aigües (subterrànies i superficials) i en les masses de vegetació autòctones, així com en impulsar i promoure un ús racional del sòl rural.
- Pla rector d'ús i gestió de la Reserva de la Biosfera d'Urdaibai Arxivat 2008-07-18 a Wayback Machine.

## Vegetació i fauna
La vegetació que es desenvolupa a Urdaibai té una base clarament atlàntica. Hi abunden els prats, les rouredes, els boscos frondosos i especialment les plantacions de coníferes de creixement ràpid (Pinus radiata o insignis). La zona costanera es troba coberta de boscos cantàbrics d'alzines i arbocers. Aquest món vegetal, on s'han descrit 615 espècies de plantes, dona refugi a un ampli ventall d'animals amb la descripció de 318 espècies de vertebrats, dels quals 245 són aus.
La vegetació depèn dels diferents ambients que es donen a la conca. La salinitat de l'aigua, la naturalesa del terreny, l'orientació... són factors que determinen el tipus de vegetació que predomina. A les zones altes de la conca, juntament amb les plantacions comercials de pi i eucaliptus, es conserven alguns trams de bosc atlàntic de castanyers, roures i freixe, i de bosc de ribera on hi abunda el vern amb el roure, elfreixe, l'om i l'auró. També s'hi troben salzes. Els aiguamolls estan compostos per vegetació nitròfila herbàcia i d'arbust. A les zones amb alta influència marina, amb salinitat semblant a la del mar i terres de sorra o llim sorrenc, s'hi desenvolupen zosteràcies de nolti. Aquesta zona s'inunda amb la marea alta. Quan el terra és llimós i té un continut alt de matèria orgànica s'hi desenvolupa l'espartina marina. Quan la zona ja no està inundada per la marea, o ho és en rares ocasions, s'hi desenvolupa el jonc de mar i quan la salinitat és reduïda apareixen els prats d'elymus.
La majoria de les terres mitjanes estan ocupades pel camp atlàntic, que és l'àrea que ha sigut intervinguda per l'ésser humà. La seva formació és deguda a l'explotació agrícola i ramadera dels caserius. En aquest medi es dona una gran riquesa ecològica en alternar els cultius amb prats, landes i boscos. Actualment s'està produint un deteriorament d'aquest medi degut a l'abandonament de les feines agrícoles i la plantació de pins.

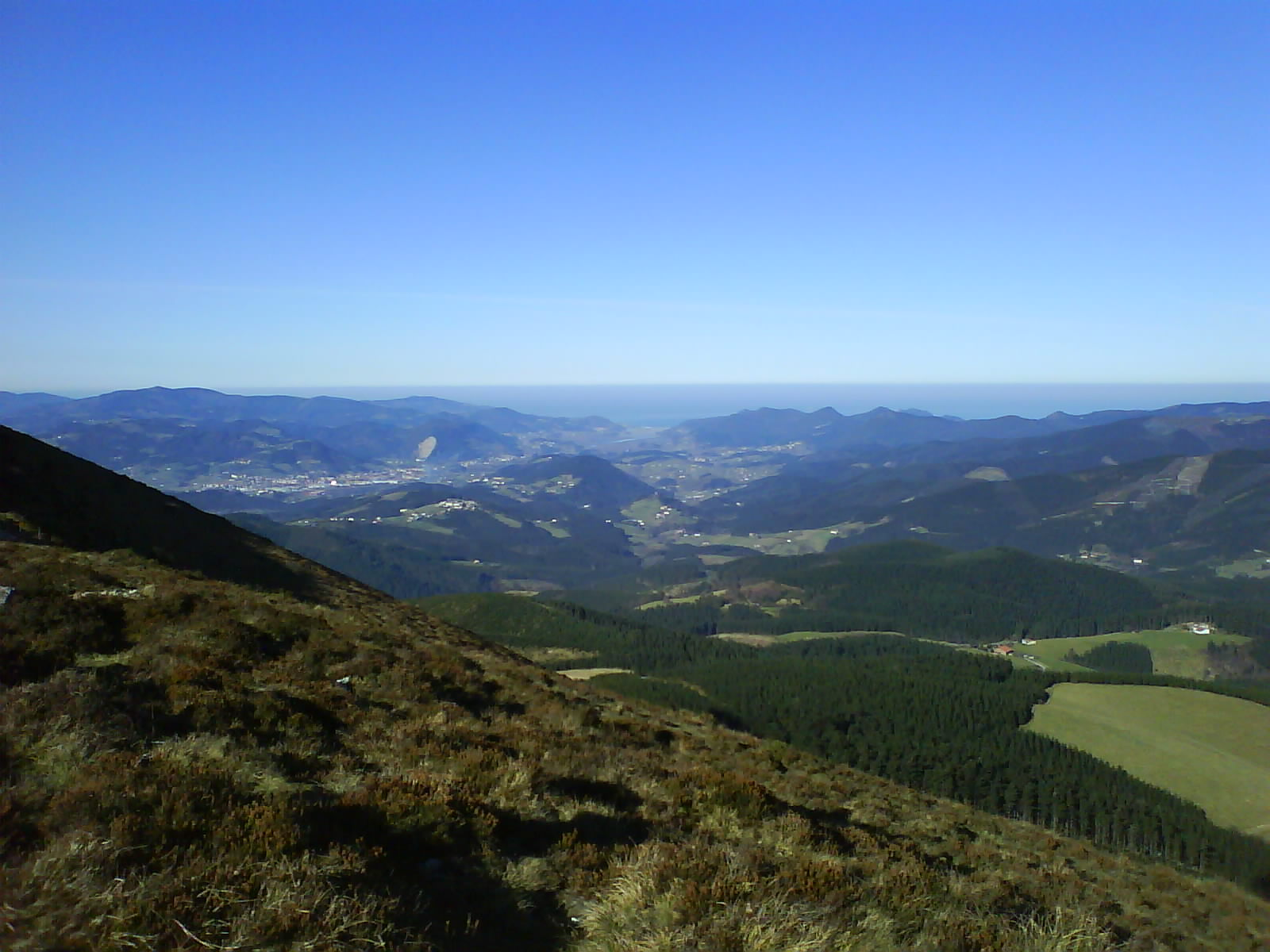
Vista general de la conca de l'Oka.

A les aigües de l'Oka i els seus afluents s'hi poden trobar diverses espècies de peixos i amfibis. Depenent del tram del curs del riu s'hi troben uns peixos o uns altres. A la capçalera i tram alt del curs s'hi troba la truita de riu, els cobítids i l'anguila, mentre que als trams mitjans hi apareix també el barb que es va fent més nombrós a mesura que el riu s'acosta a la seva desembocadura, en detriment dels anteriors. A la ria s'hi troben espècies d'aigua salada com el cap-pla i l'anguila.

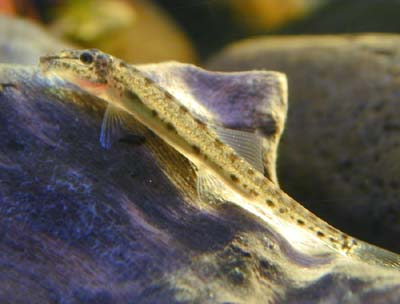
Peix de la família dels cobítids
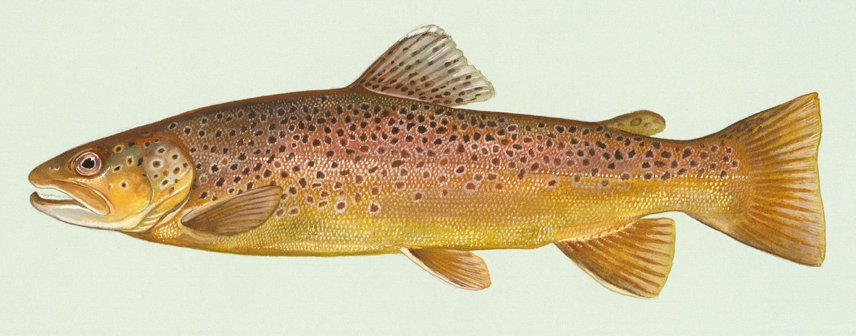
Truita de riu
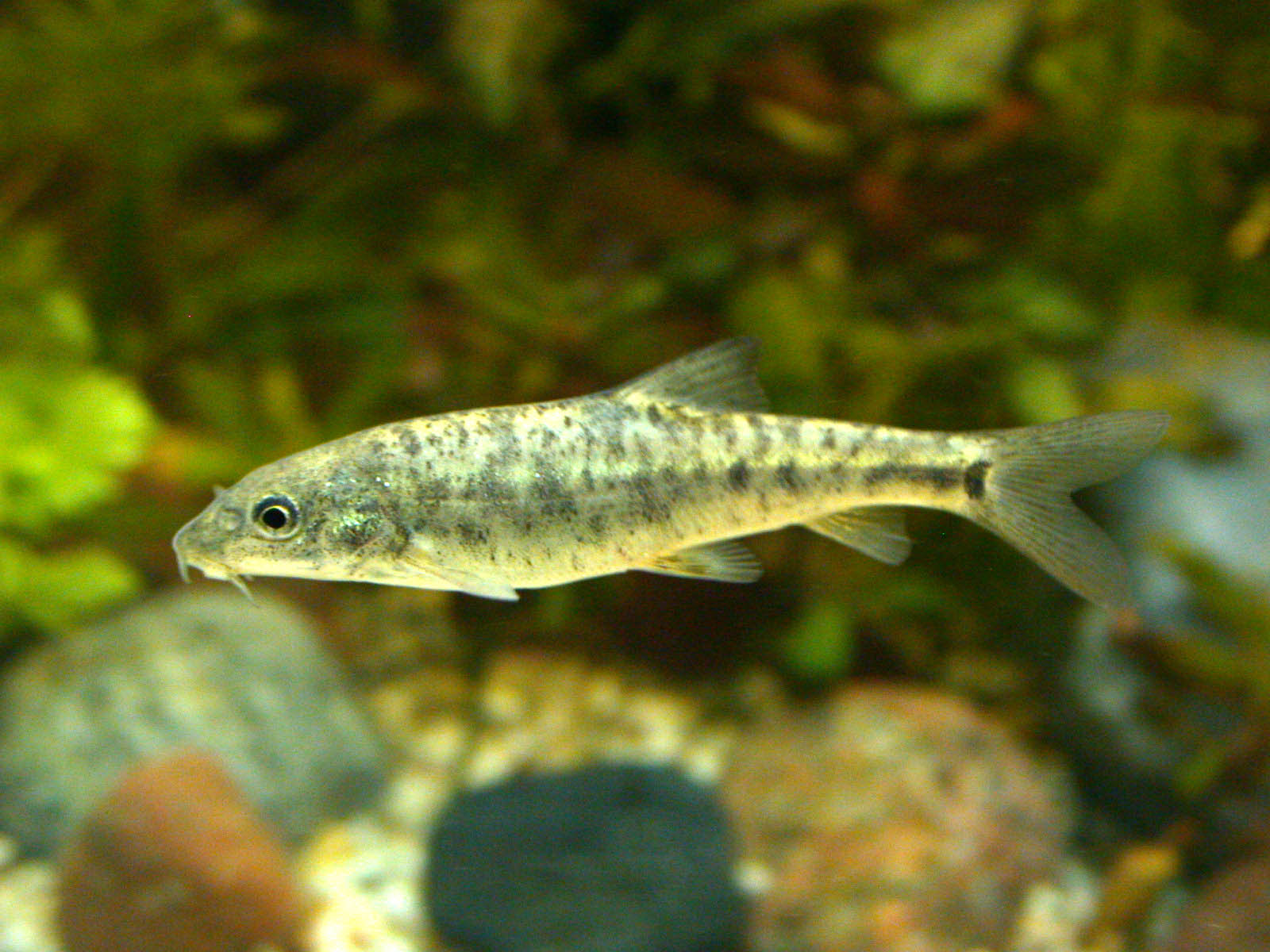
Barb
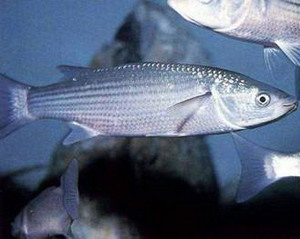
Cap-pla

Els amfibis estan molt pressionats per les condicions medioambientals i la pressió humana. Hi ha un bon nombre d'espècies d'amfibis com la salamandra, el tritó, el gripau, la granota vermella o la reineta arbòria.

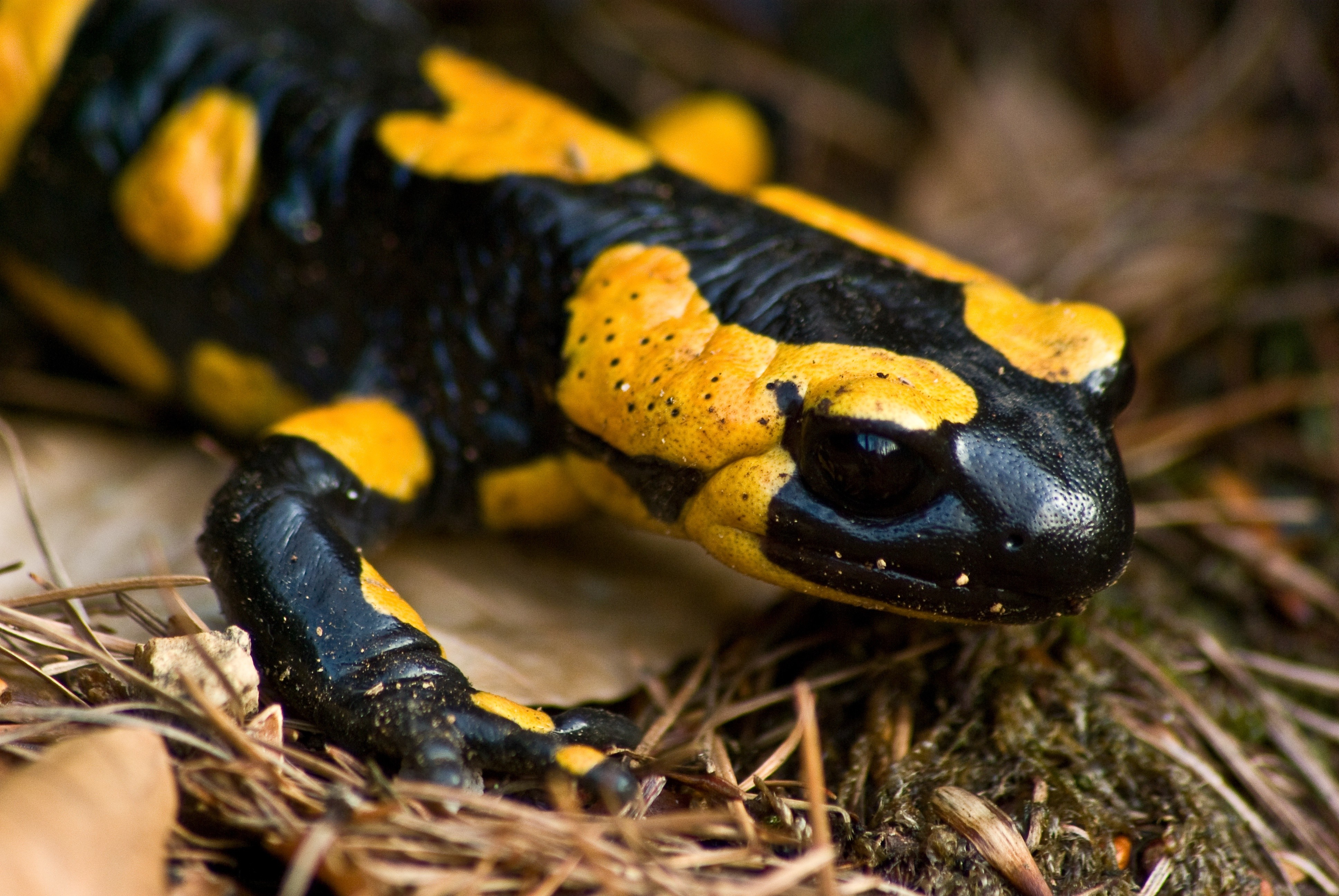
Salamandra
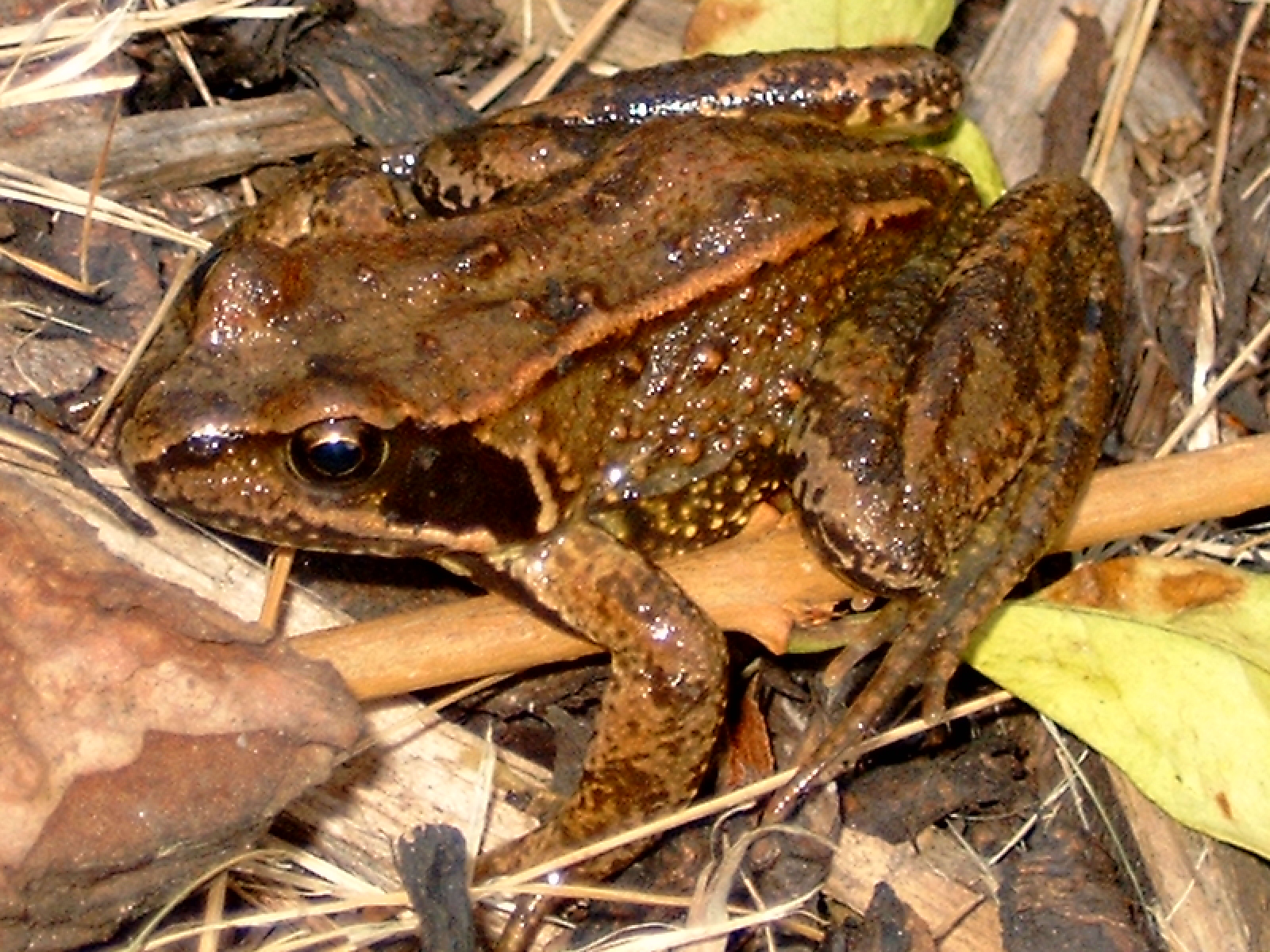
Granota roja
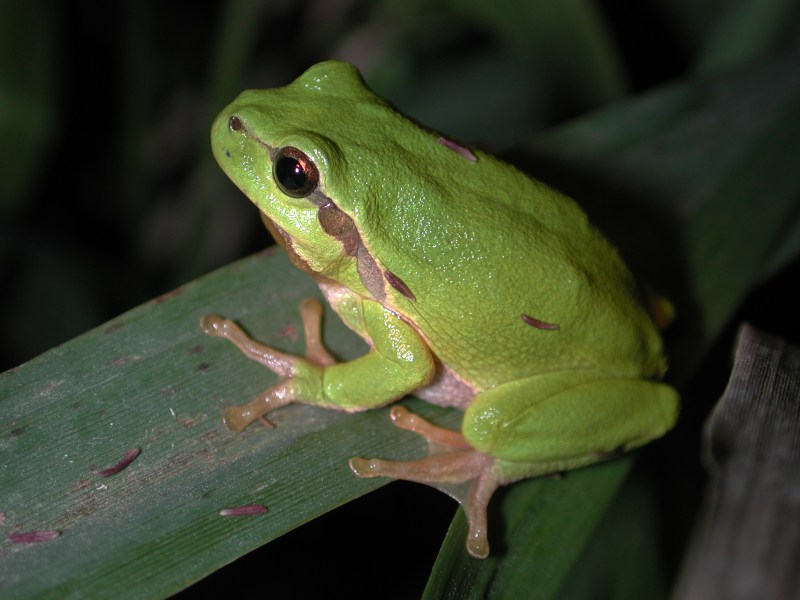
Reineta arbòria

Hi ha també un nombre important i rellevant d'espècies mamífers grans i petites. Té un importància especial el cas del visó europeu, una espècie en perill d'extinció, i també hi ha el liró gris, la fura de bosc i el gat salvatge, que estan protegits. També es poden veure conills, genetes, fagines, porcs senglars i cabirols. S'hi pot veure algun visó americà que s'ha escapat d'alguna granja.

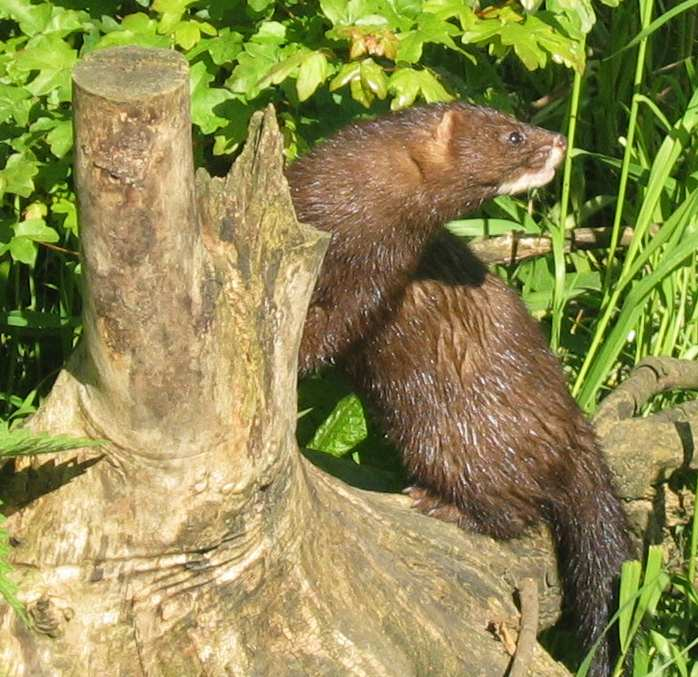
Visó europeu
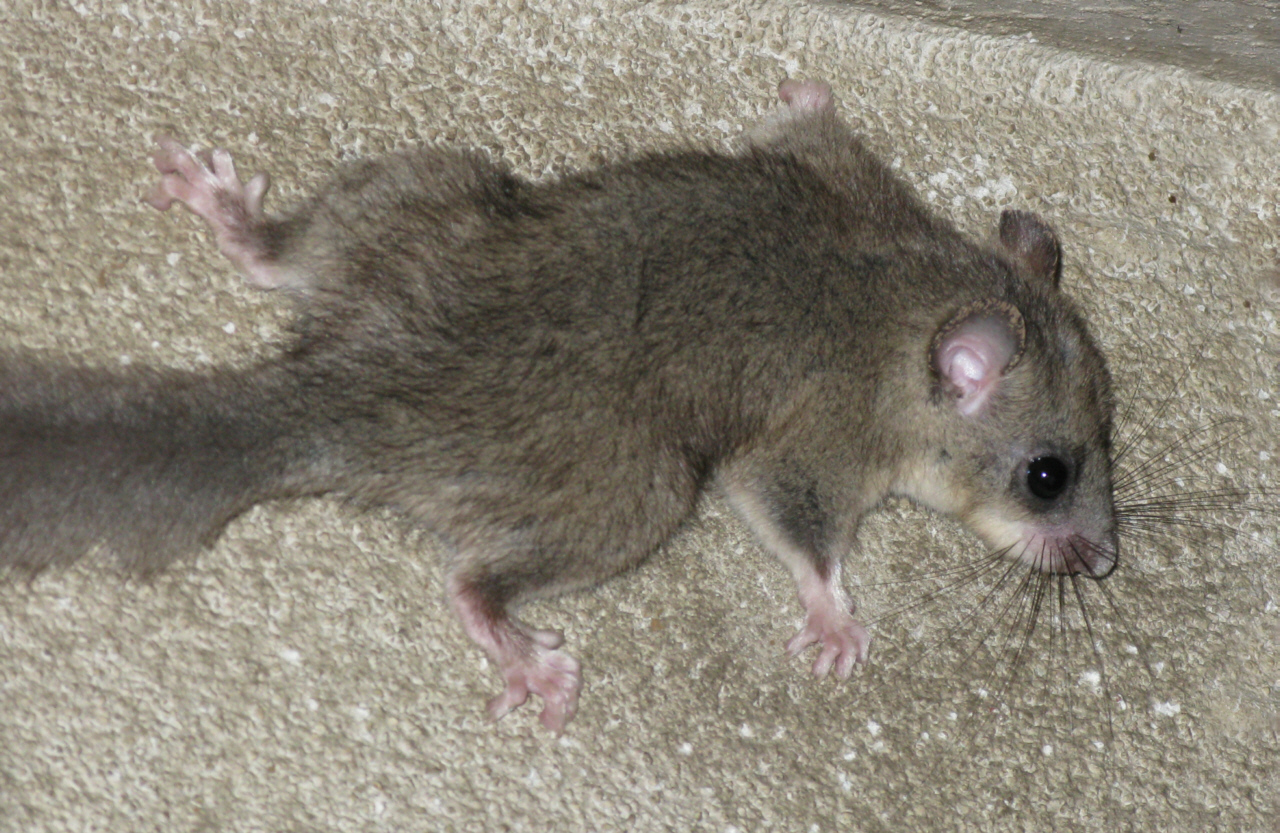
Liró gris
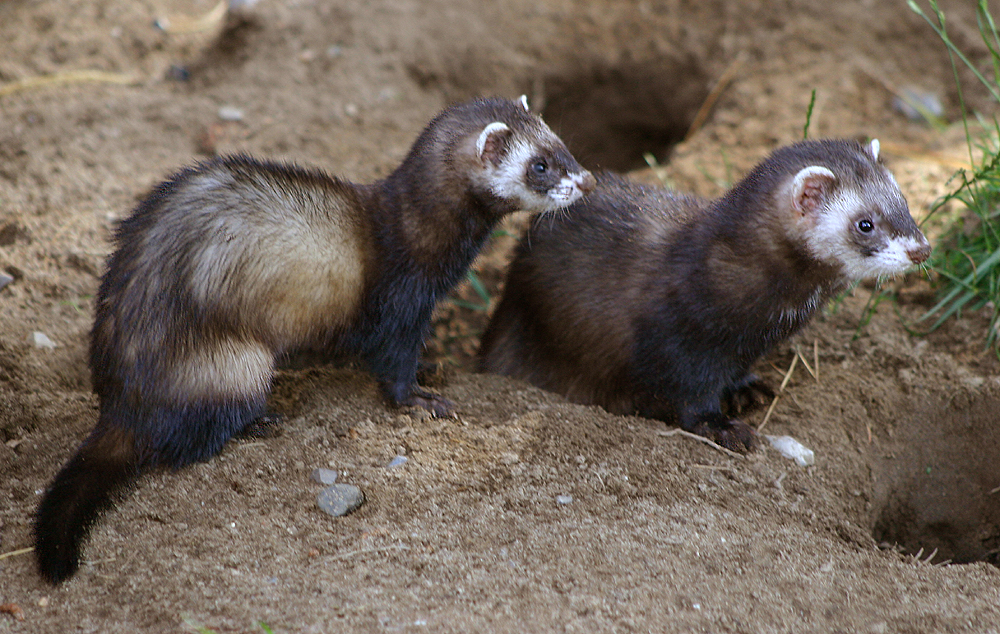
Fura de bosc
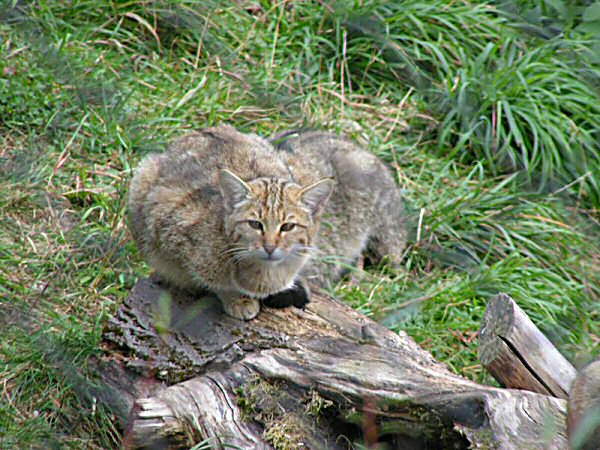
Gat salvatge
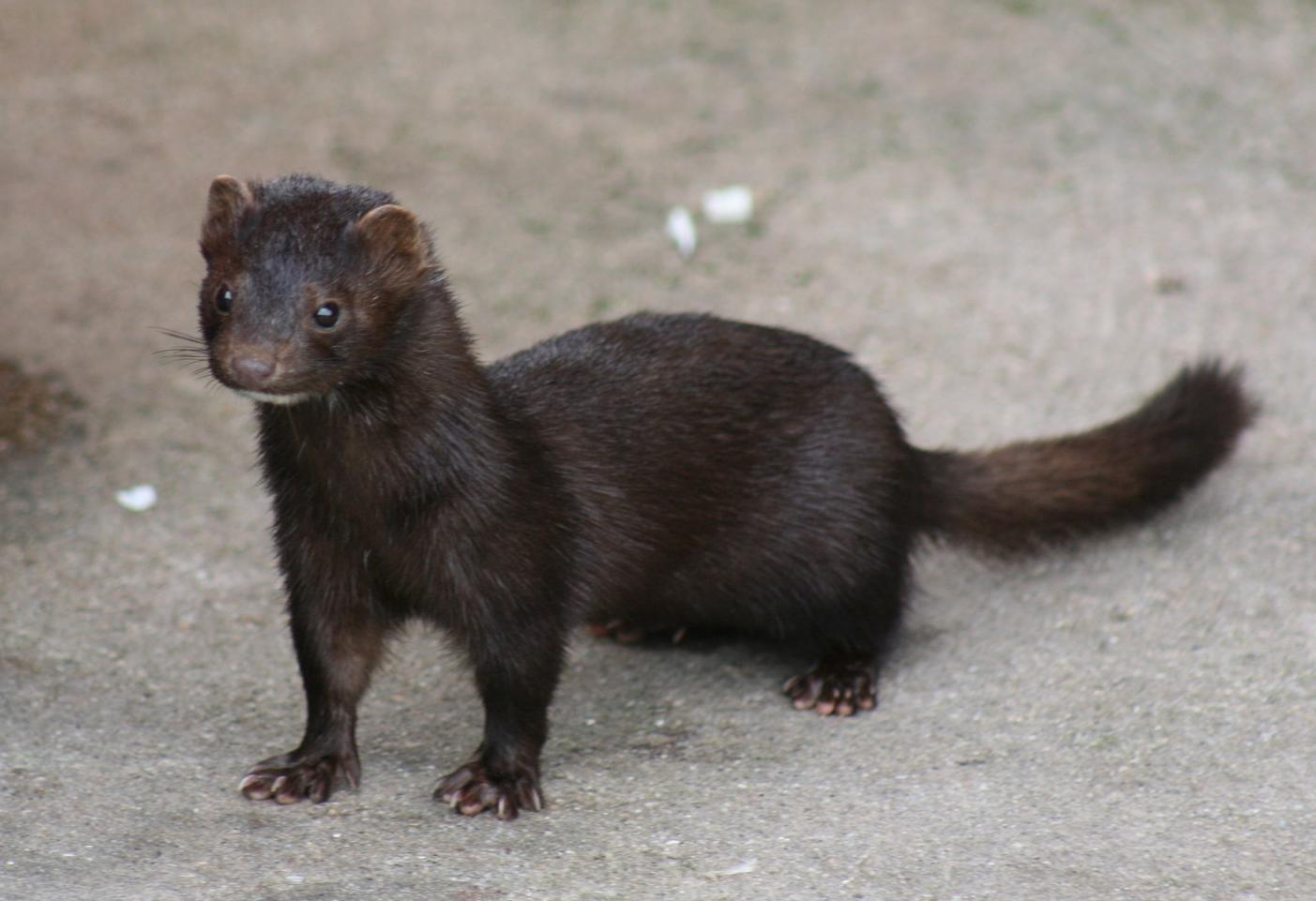
Visó americà
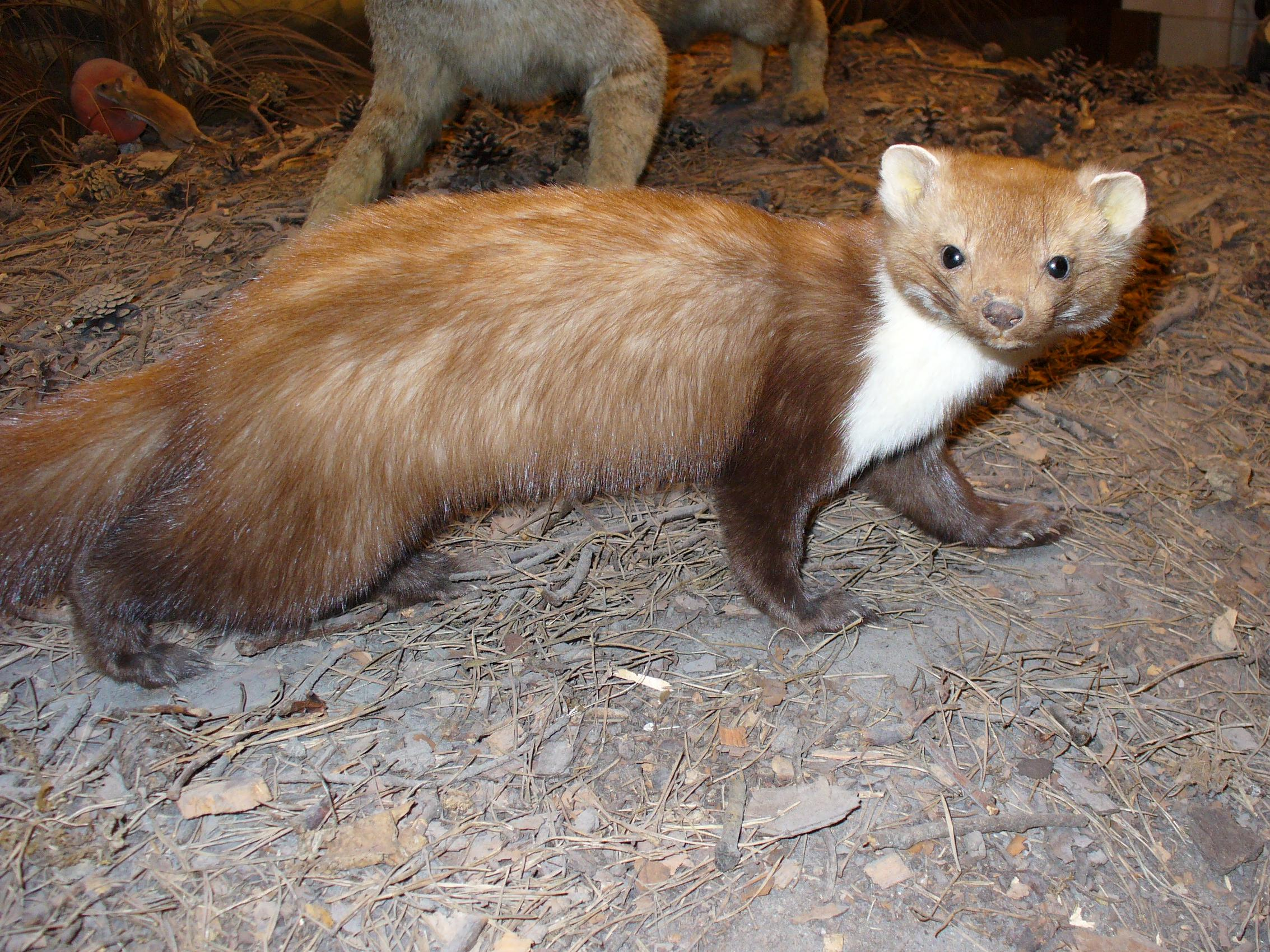
Fagina
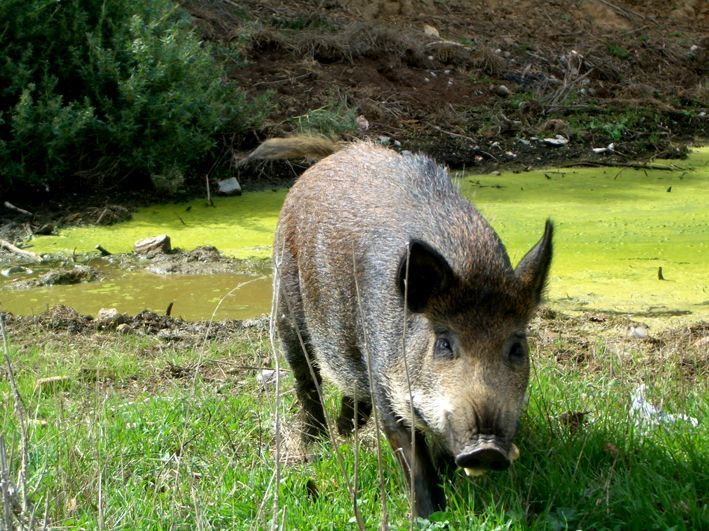
Porc senglar
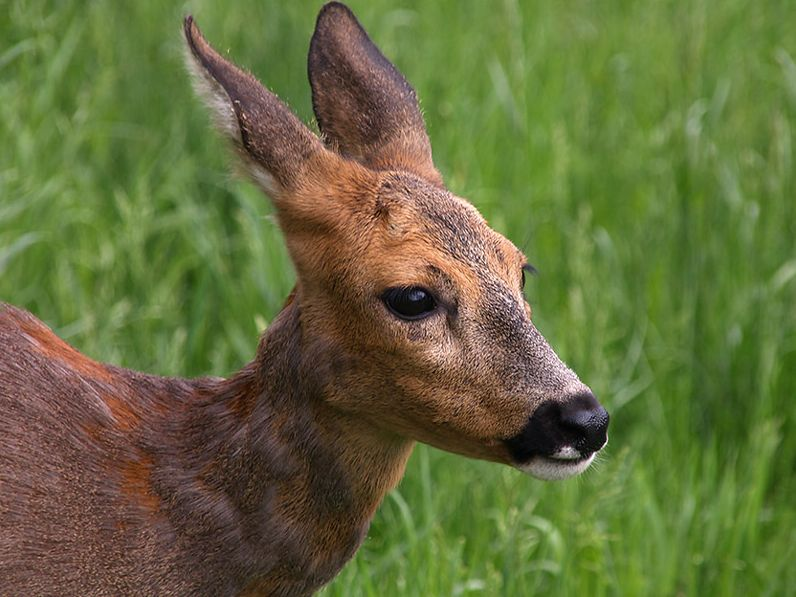
Cabirol

### Avifauna
La fauna més significativa és l'avícola. Aquest va ser el principal fonament que va fer considerar la importància de la protecció d'aquests territoris. La ubicació de la reserva en ple recorregut migratori fa dels seus aiguamolls un lloc d'hivernada i parada migratòria (descans i alimentació) de moltes de les aus que emigren entre Europa i Àfrica. A aquesta funció de refugi s'hi sumen les espècies sedentàries i les estivals que utilitzen la reserva com a lloc de nidificació.
Segons els balanços d'anellat científic dels anys 2002, 2003 i 2004 realitzats pel Centro de inmigración de aves de Urdaibai, Urdaibai-hegaztiak, es van anellar un total de 6.785 aus de 89 espècies diferents. mentre que als anuaris s'han detectat més de 200 espècies Entre aquestes destaquen elbernat pescaire, el becplaner, el corb marí gros, la calàbria grossa, el martinet blanc i el blauet entre d'altres.

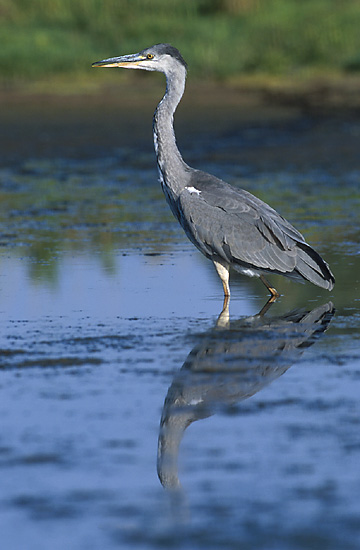
Bernat pescaire
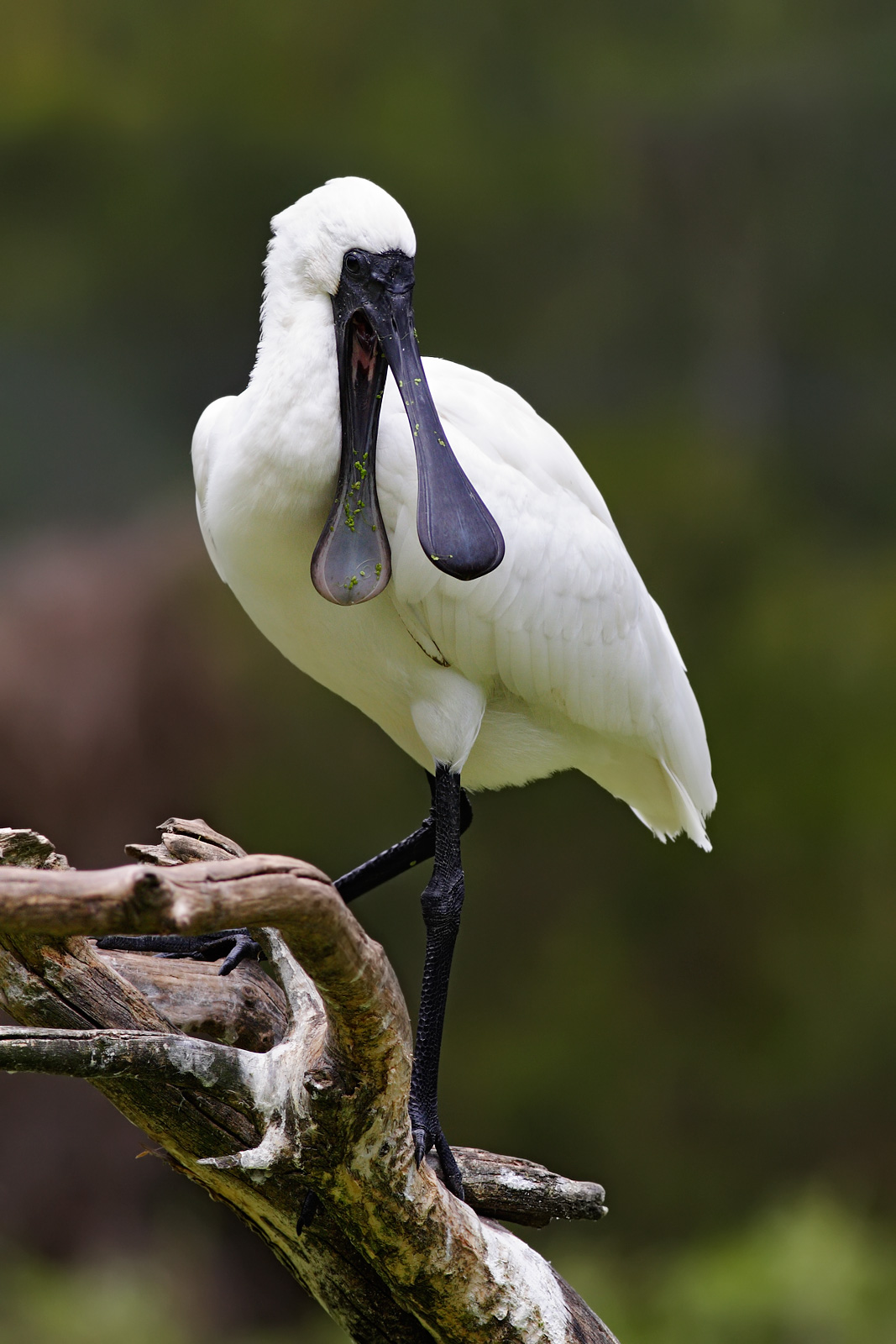
Becplaner reial
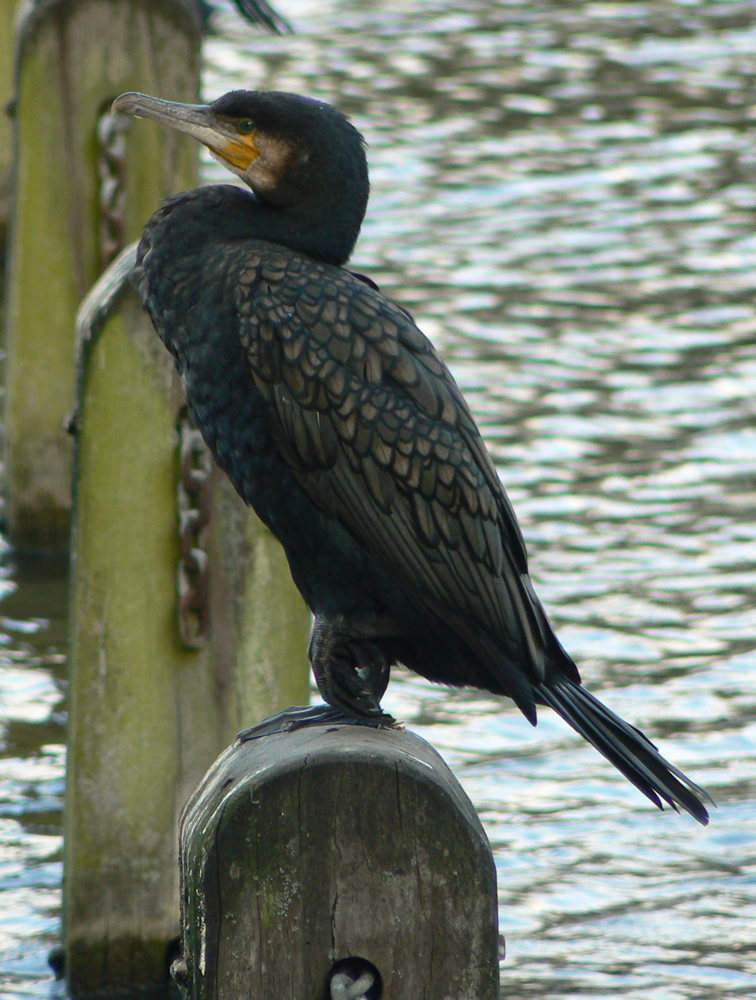
Corb marí gros
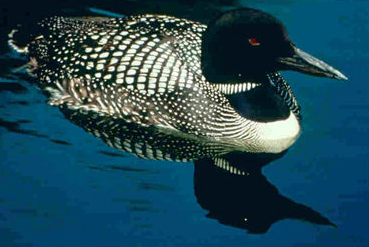
Calàbria grossa
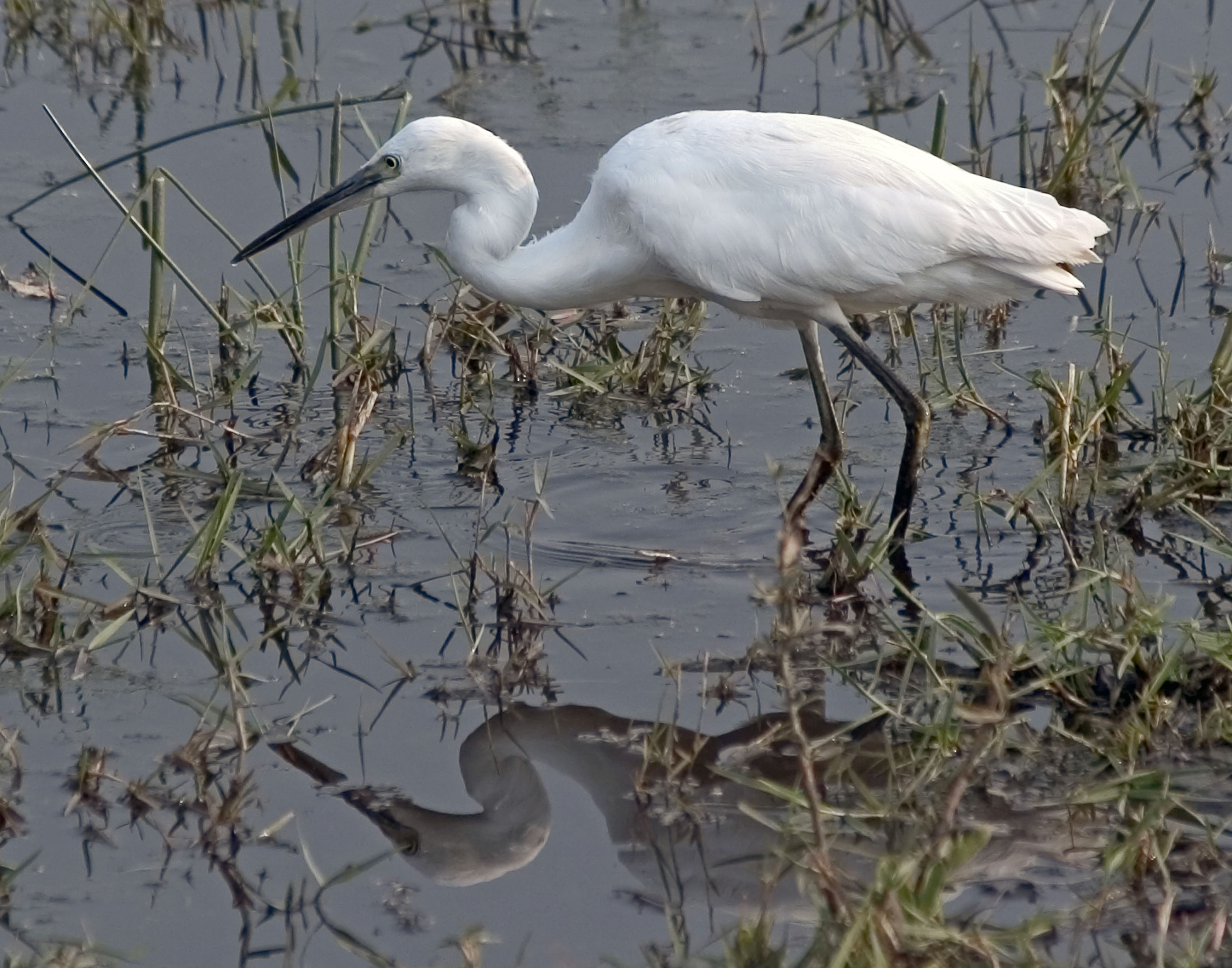
Martinet blanc
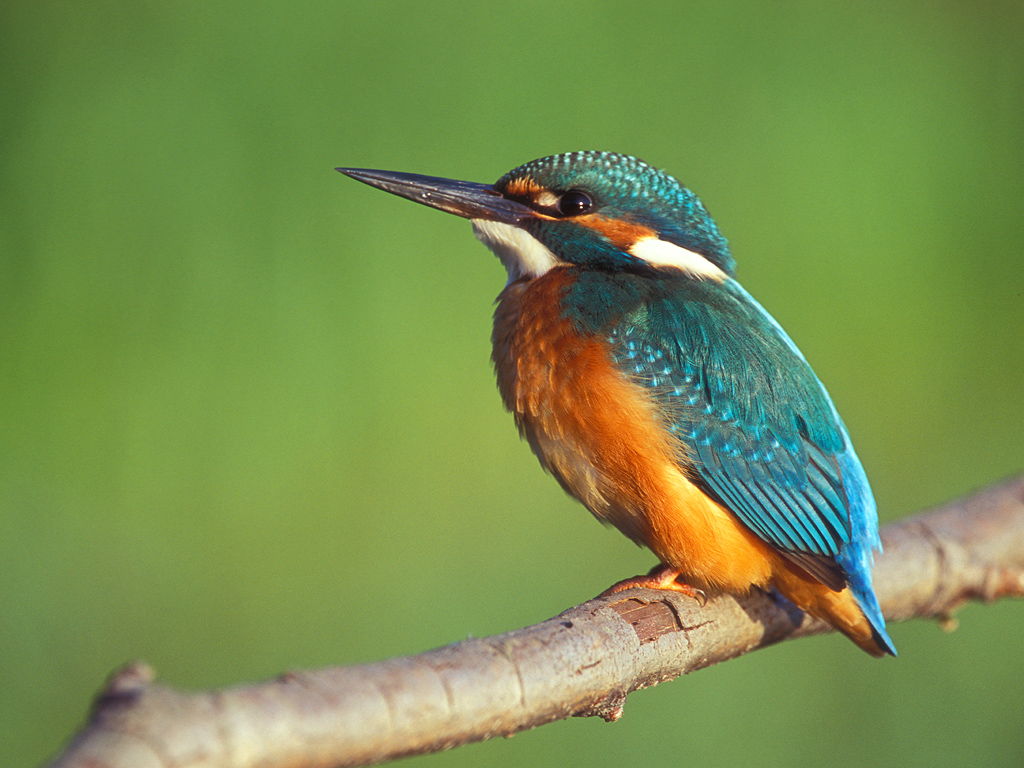
Blauet

- Anuari d'aus 1996
- Anuari d'aus 1997
- Dades d'anellat 2002 - 2004

## Afluents
Per la dreta
- Berrekondo
- Golako
- Río Oma

Per l'esquerra
- Ugarte o Muxica
- Busturia
- Sollube

## Alguns afluents

### El Golako
Amb una bona qualitat de l'aigua, cosa que es demostra per la seva rica i variada comunitat de macroinvertebrats. Té zones de valor escènic pel paisatge dotat d'una gran quantitat d'arbres i una gran diversitat d'ecosistemes fluvials.
A les seves ribes hi ha diferents molins i fargues com les d'Olazaharra i Uharka, la presa d'aquesta última alimenta actualment una minicentral hidroelèctrica.

### Riu Oma
Recorre les valls de Basondo i Oma sota la mola calcària de l'Ereñozar. La naturalesa calcària del terreny ha format un sistema càrstic que crida l'atenció per les nombroses dolines que es poden observar i el gran nombre de coves. El terreny calcari és la base per al desenvolupament de l'alzinar cantàbric, en aquest lloc hi ha un dels més rellevants boscos d'alzina de Biscaia. Encara es poden apreciar les restes d'algun molí.